# Théo van Rysselberghe

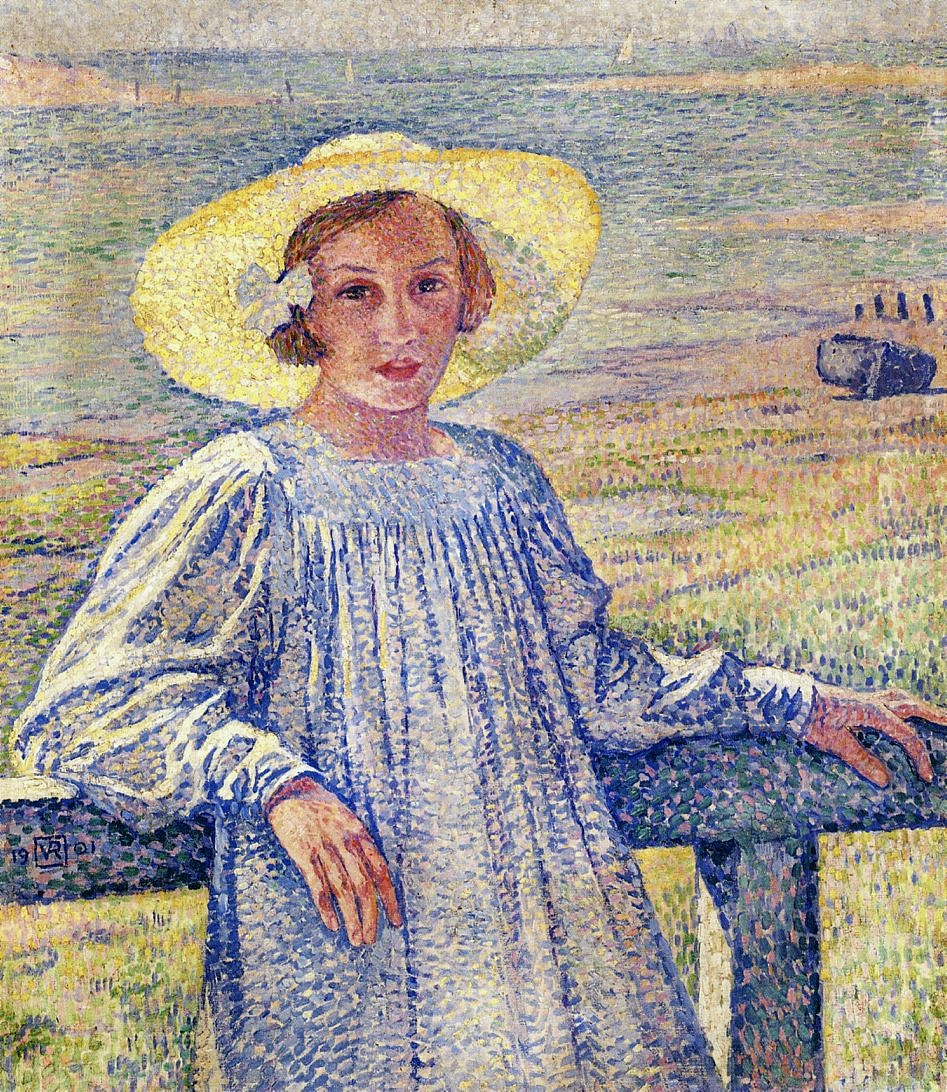
Elisabeth van Rysselberghe

Théo van Rysselberghe (Gand, 23 novembre 1862 – Le Lavandou, 13 dicembre 1926) è stato un pittore belga, uno dei maggiori rappresentanti belgi del puntinismo.

## Biografia
Theo Van Rysselberghe era figlio minore di François Vanrysselberghe (1820-1893), carpentiere e imprenditore di Gand, nonché fratello di Octave Van Rysselberghe, architetto.
Terminati gli studi all'Accademia di Belle arti di Gand e di Bruxelles, sotto la direzione di Jean-François Portaels, nel 1881 partecipò per la prima volta ad una mostra, al Salon di Bruxelles. Due anni dopo, assieme all'amico Octave Maus, fu uno dei fondatori del gruppo d'avanguardia Les XX (I Venti), un sodalizio che aveva sostituito il precedente gruppo di artisti La Chrysalide.
Nel 1887 scoprì le opere di Georges Seurat e si appassionò alla tecnica divisionista; ma alla fine del secolo sostituì il puntinismo dei suoi quadri, con delle composizioni a tocco più ampio, con larghe strisce allungate di colore. Come Seurat e Signac dipinse molti paesaggi marini e realizzò incisioni, sebbene queste ultime siano assai meno conosciute.

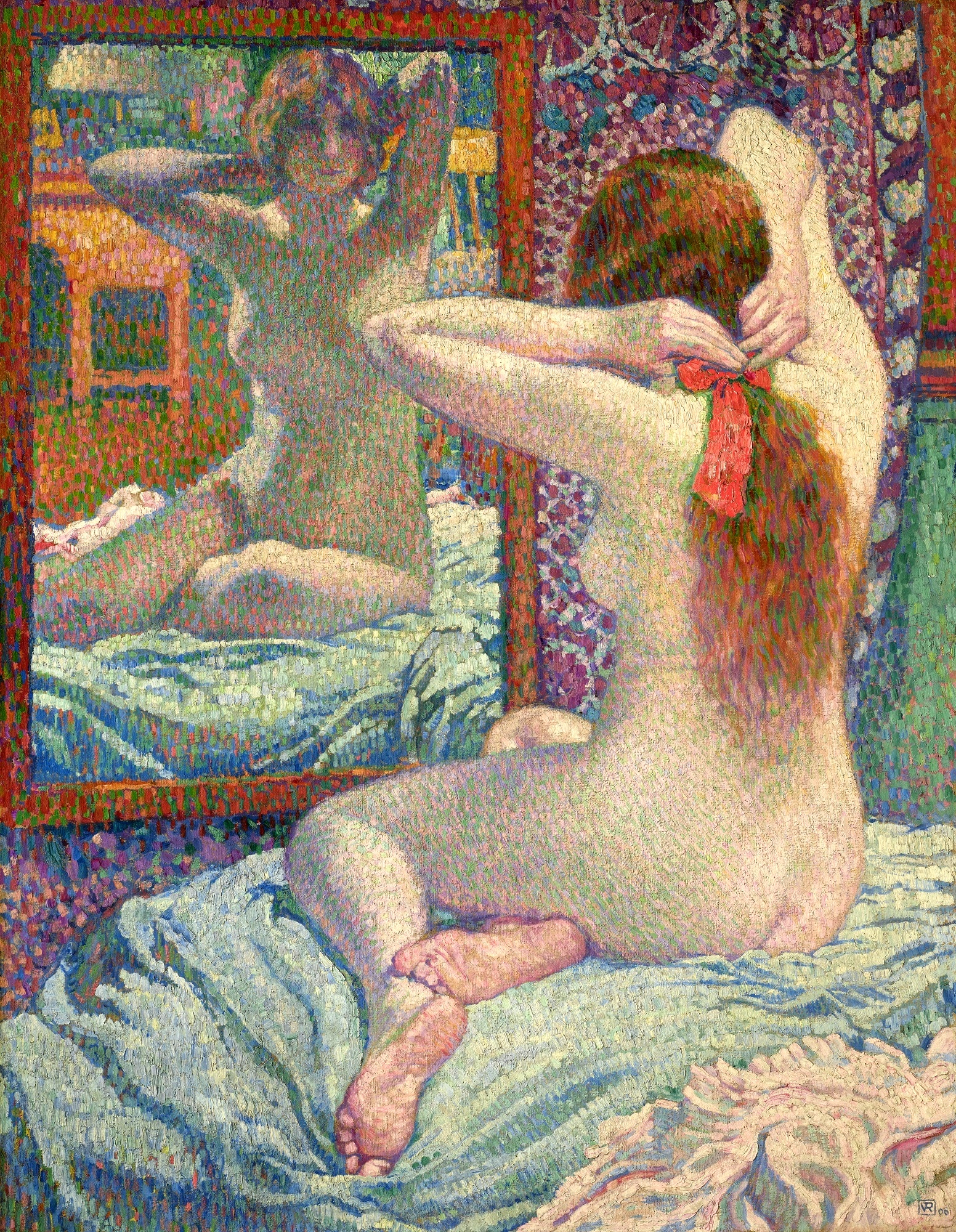
Nastro scarlatto

### Viaggi in Marocco
Théo si recò in Marocco tre volte, affascinato dai colori e dall'ambiente nordafricano. Il primo viaggio, sulle tracce di Jean-François Portaels, iniziò con una lunga visita alla Spagna, in compagnia dell'amico Franz Charlet e del pittore spagnolo Darío de Regoyos. Poté quindi ammirare le opere dei "vecchi maestri", esposte al Museo del Prado e a Siviglia incontrò Constantin Meunier, che eseguiva una copia della Discesa dalla Croce di Pedro de Campaña.
Da questo viaggio riportò diversi ritratti, fra cui: Donna Spagnola (1881), La Sivigliana (1882), che già mostravano uno stile assai diverso. Quando arrivò a Tangeri, alla fine di ottobre del 1882, un nuovo mondo si aprì ai suoi occhi, così vicino all'Europa eppure così enormemente differente. Si trattenne in Marocco per quattro mesi, disegnando e dipingendo scene pittoresche, colte sulla strada, nella kasbah e nei souk: Ciabattino sulla via (1882), Ragazzo arabo (1882), Riposo di una guardia (1883) ed altri dipinti.

### Ritorno in Belgio
Di ritorno in Belgio mostrò una trentina di lavori, fatti durante il viaggio, al "Circolo Artistico Letterario" di Gand: furono apprezzati, in particolare, i quadri: I fumatori Kef, Il venditore d'arance", Paesaggio marino al tramonto e Tangeri.

Nel 1883 espose scene di vita mediterranea al Salon de L'Essor di Bruxelles.

In quel periodo fece amicizia con lo scrittore e poeta Émile Verhaeren e nel settembre dello stesso anno si recò ad Haarlem, per studiare la luce delle opere di Frans Hals. La resa esatta della luce sarà infatti per lui, da quei giorni in poi, una preoccupazione costante. Ad Haarlem incontrò il pittore americano William Merritt Chase.

La sua lunga amicizia con Paul Signac fu significativa, anche politicamente, suggerendogli idee libertarie e anarcoidi, tanto che, fra le altre iniziative, partecipò all'avventura del giornale anarchico Les Temps nouveaux, per il quale realizzò varie illustrazioni.
Nel 1889 sposò la scrittrice belga Maria Monom, appena ventitreenne, dalla quale ebbe una figlia l'anno seguente. Maria visse a lungo e si spense a 93 anni, nel 1959.

### La Provenza
Nel 1898 circa si stabilì in Provenza, presso il mare, a Saint-Clair, una frazione di Le Lavandou, nel dipartimento del Var, e in quest'ultimo periodo la sua pittura tornò verso una certa forma di neo-classicismo.

Sua figlia Élisabeth, dopo aver avuto una bambina, Catherine, dallo scrittore André Gide, sposò il romanziere Pierre Herbart di Dunkerque, nel 1931.
Van Rysselberghe morì a 64 anni, a Saint-Clair e fu sepolto nel cimitero di Lavandou, vicino al suo amico pittore Henri-Edmond Cross.

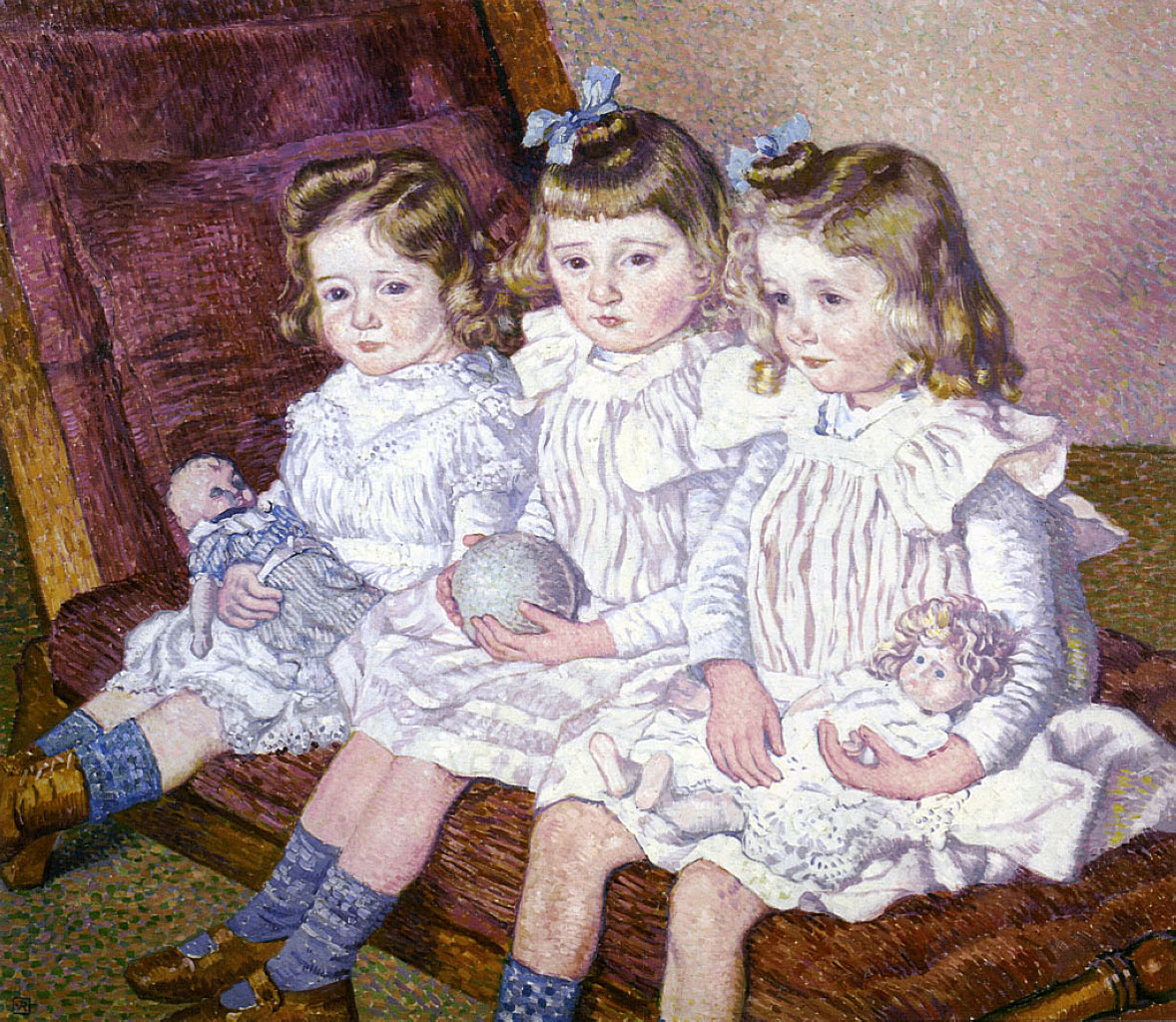
Tre sorelline

### Temi e stile
I ritratti eseguiti da Van Rysselberghe furono dedicati in prevalenza ai parenti, fra cui quello di Alice Sèthe, in cui l'artista curò molto i dettagli dell'arredamento retrostante la figura, il che contrastava con lo spirito di sintesi, tipico dei puntinisti francesi. Dal canto suo, Émile Verhaeren notò come i personaggi di Van Rysselberghe mancavano di quella ieraticità che contraddistingueva le figure di Seurat.
Oltre che dal post-impressionismo, Van Rysselberghe fu parimenti influenzato dal giapponismo e, in particolare, ammirò l'opera di Hiroshige Utagawa.

Mentre i suoi paesaggi marini andavano verso la semplificazione, i suoi ritratti abbondavano in dettagli.
Van Rysselberghe dipinse anche un buon numero di nudi femminili, che furono il suo soggetto preferito, a partire dal 1910: L'heure embrasée (1897), Baigneuse autour d'un rocher (1910), Baigneuses à Cavalière (1910), e qualche nudo singolo: Nageuse en repos (1922), L'Ablution o Venus accroupie (1922). Questi lavori appaiono privi di intenzioni erotiche e infatti, a questo proposito, André Gide parlò di "nudi igienici"..
Questo periodo dell'arte di Van Rysselberghe coincise con il passaggio dalla fase di influenza post-impressionista a quella di un ritrovato classicismo.
Théo Van Rysselberghe fu anche illustratore e decoratore di libri, come ad esempio la raccolta L'Almanacco di Émile Verhaeren, del 1895, in cui disegnò ornamenti, arabeschi e illustrazioni dei testi. Allo stesso modo decorò cataloghi di mostre del gruppo Les XX.

### Musei che posseggono sue opere
- Museo reale di Belle arti del Belgio, Bruxelles
- Museo di arte moderna e contemporanea, Liegi - Le sorelle del pittore Willy Schlobach
- Museo di Belle arti, Gand
- Museo comunale di Belle arti, Ixelles
- Kröller-Müller Museum, Otterlo
- Museo d'Orsay, Parigi
- Museo dell'"Annonciade", Saint-Tropez
- Collezione della Banca Dexia
- Museo reale di Belle arti, Anversa - Ritratto di Marie Sèthe, 1891
- Albertina, Vienna (Sitzender Akt - 1905)

## Galleria d'immagini

### Ritratti e figure femminili

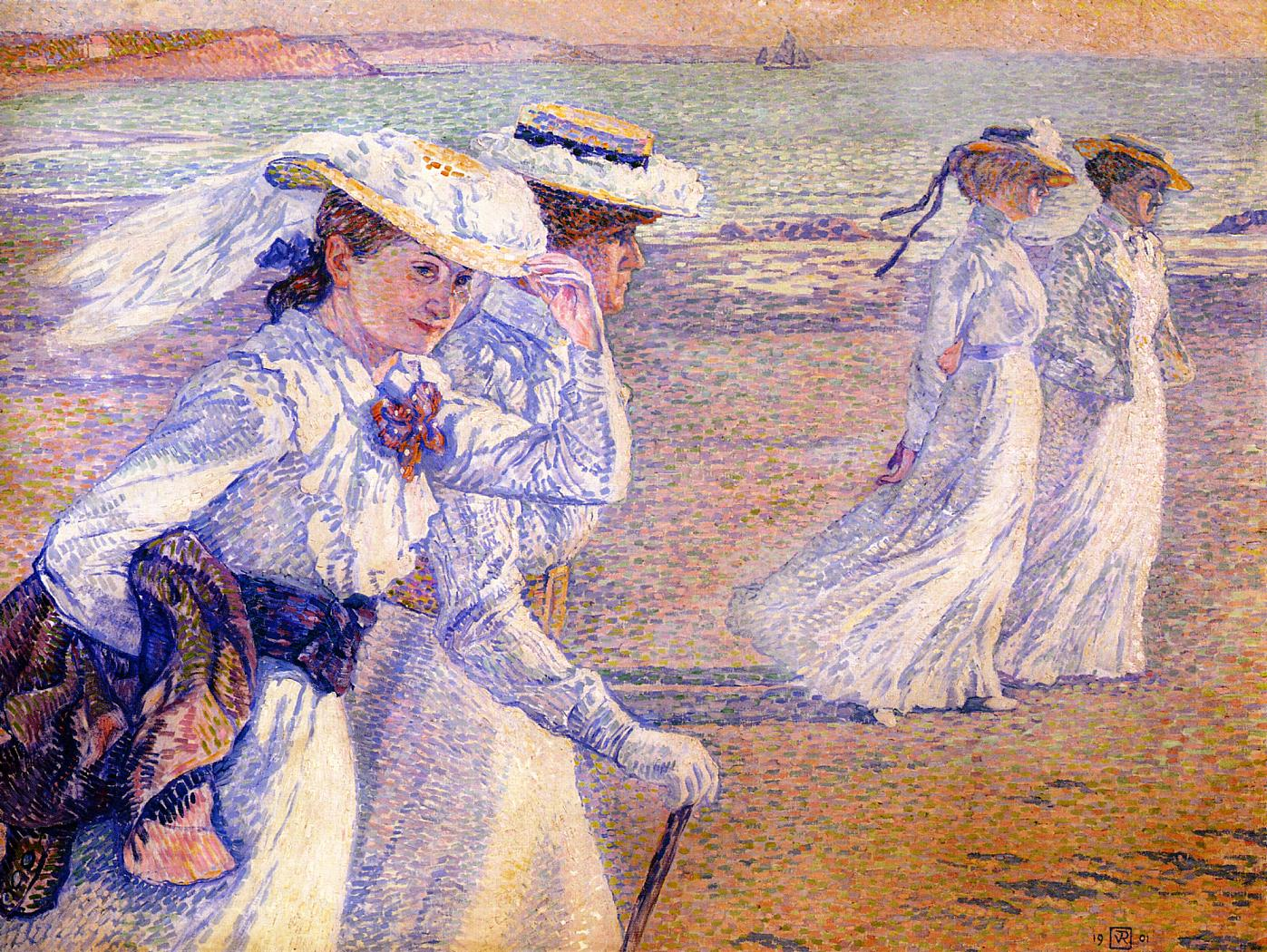
La passeggiata
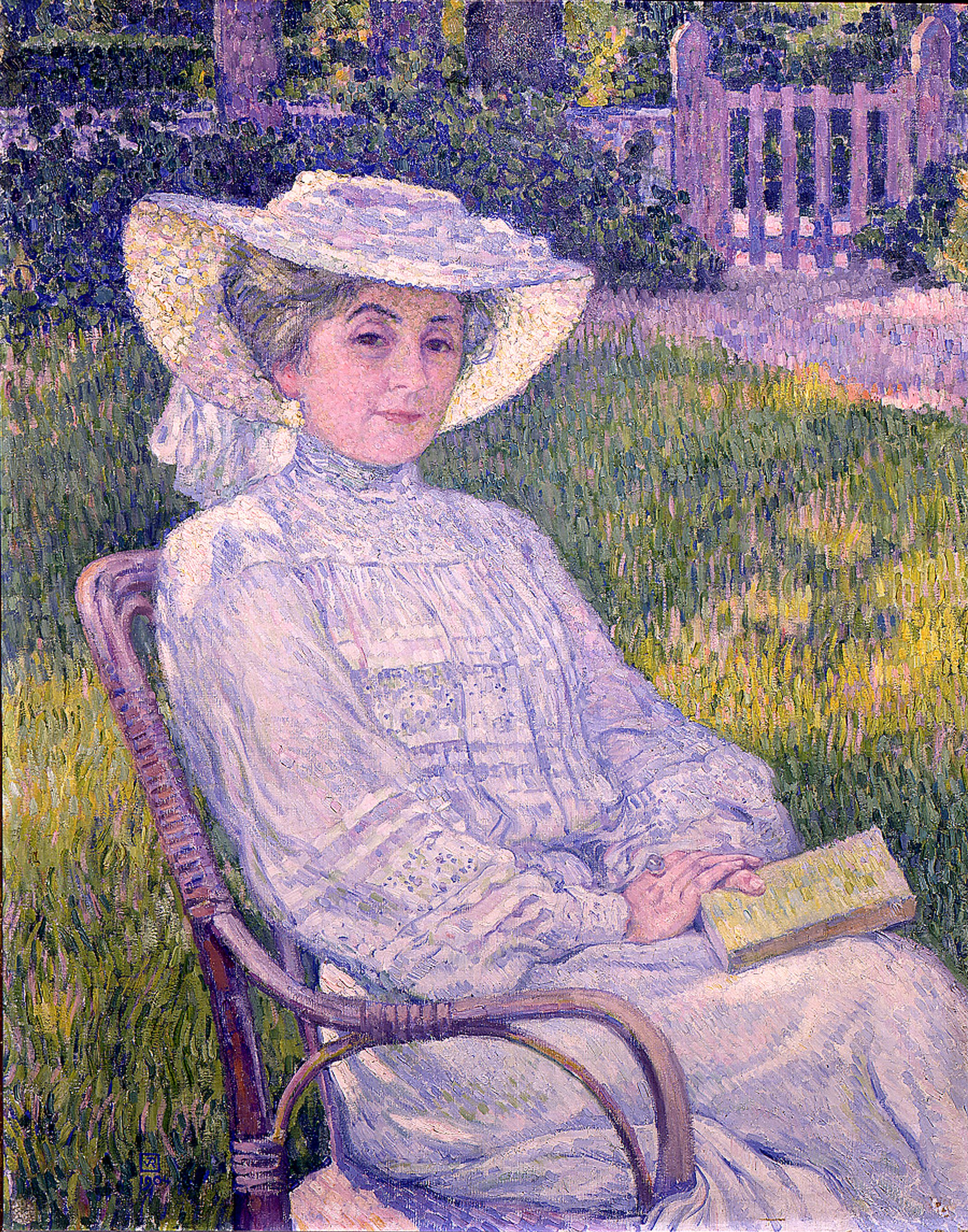
Dama in bianco
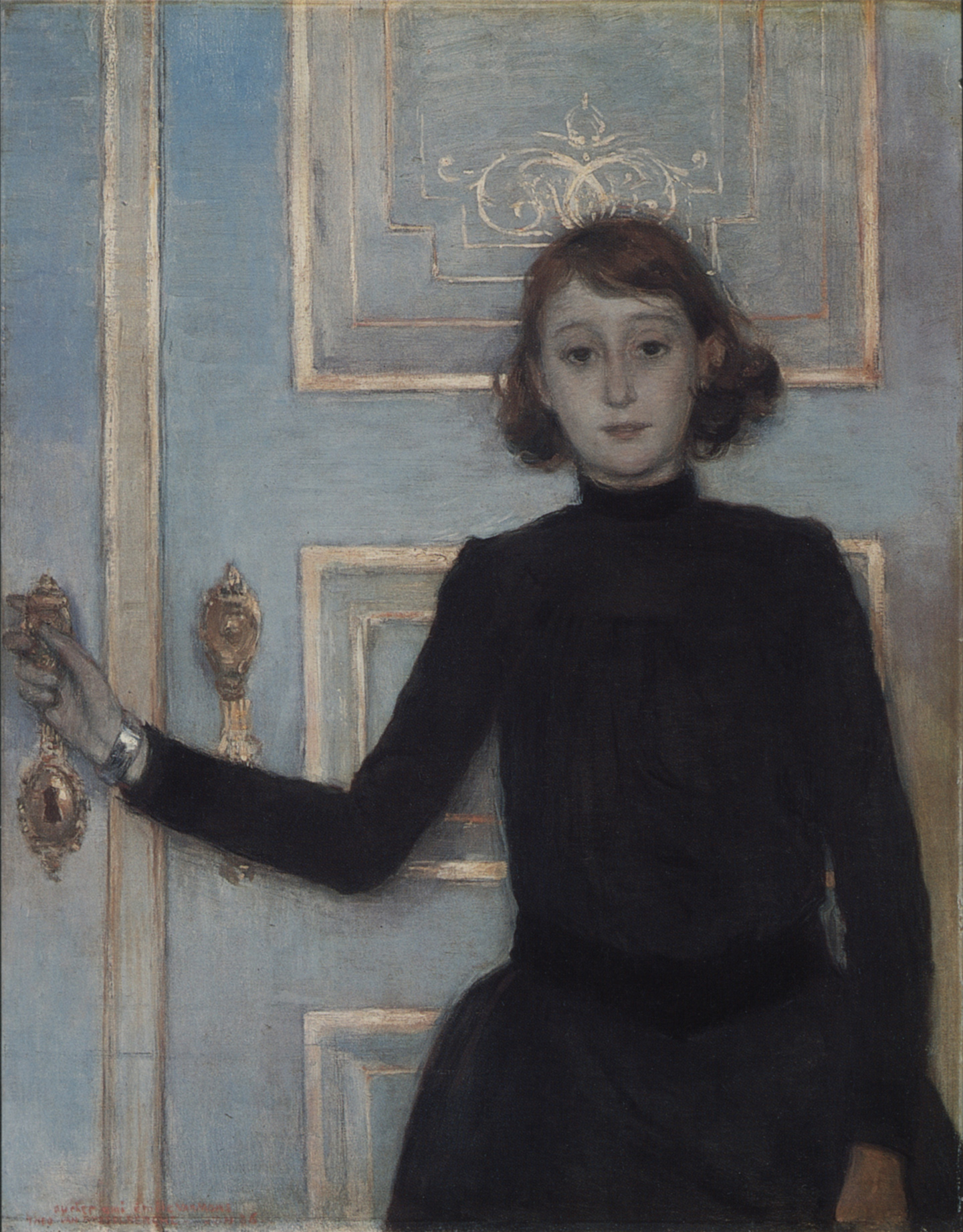
Margherita Van Mons
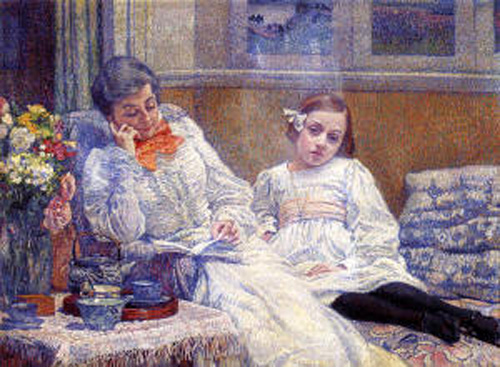
Madame Van Rysselberghe e sua figlia
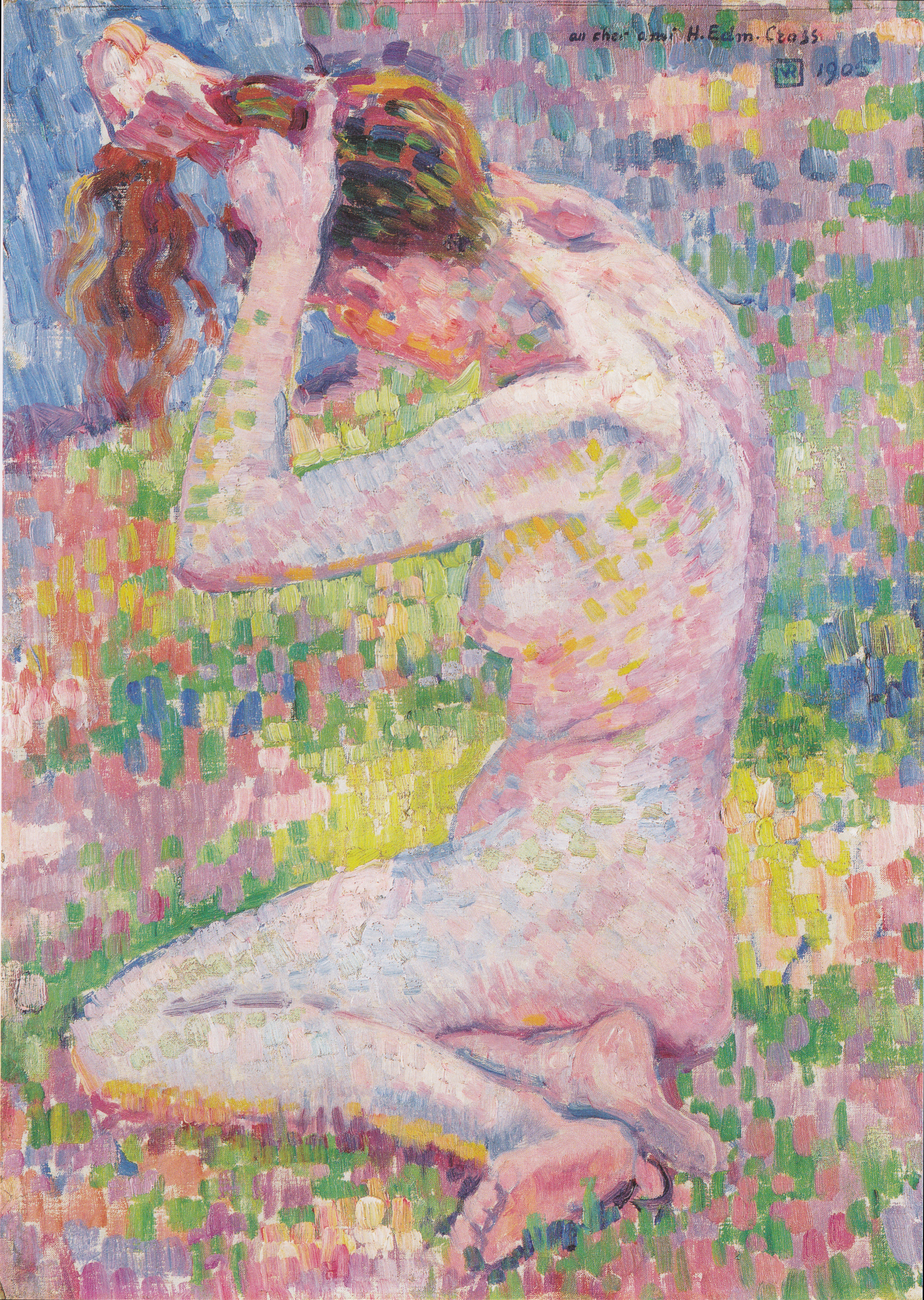
Nudo

### Paesaggi

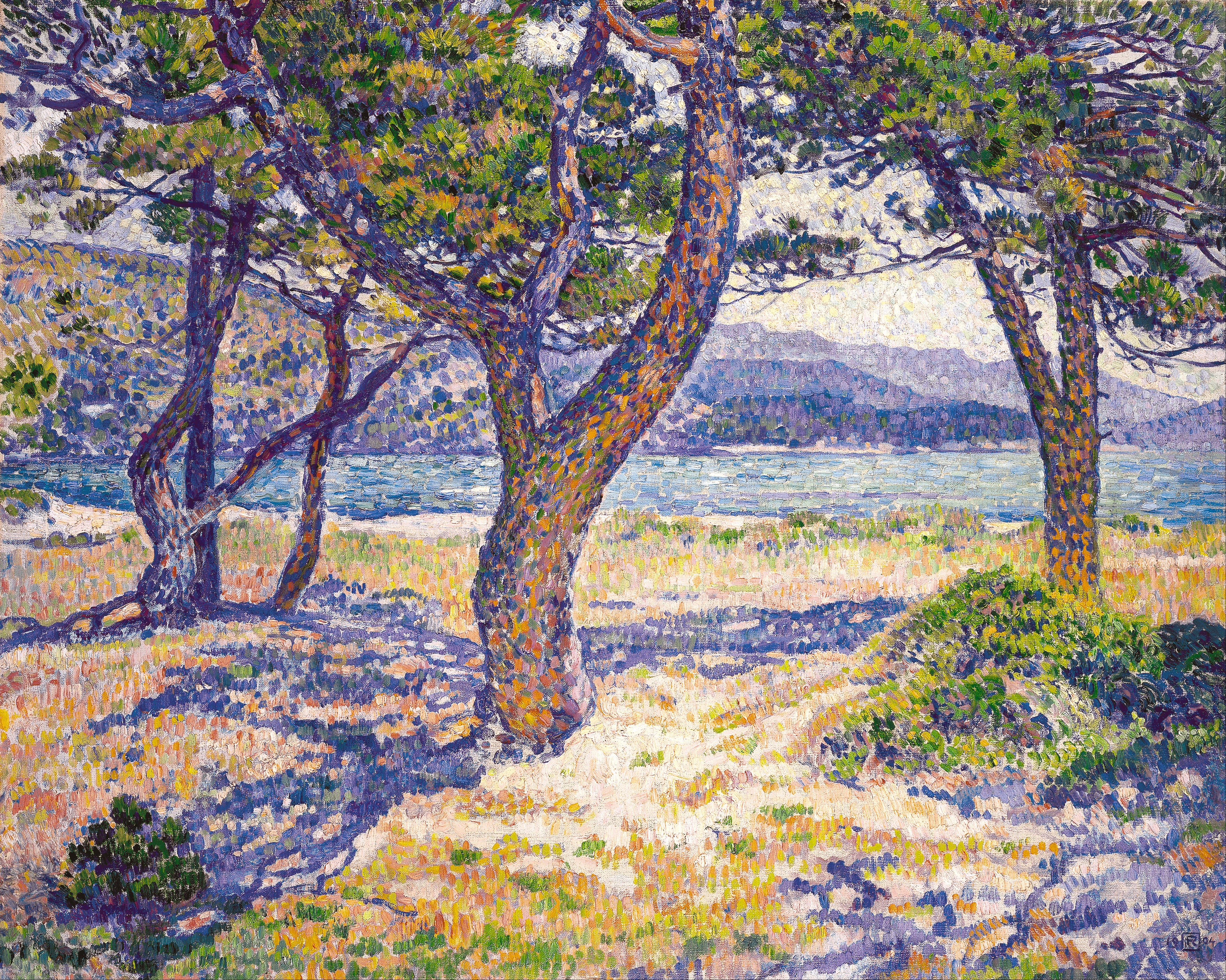
Il Mediterraneo al Lavandou
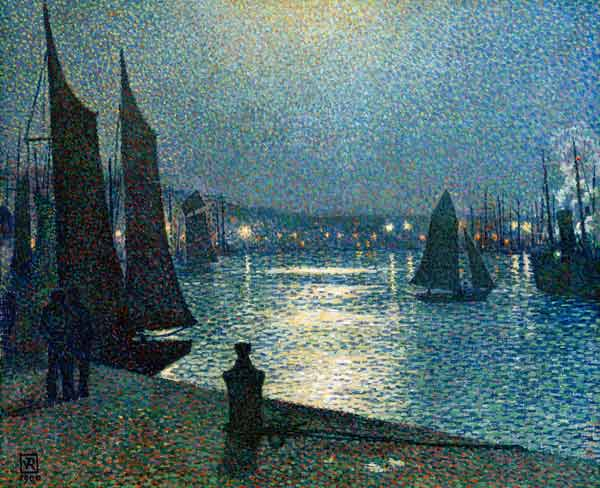
Notte di luna a Boulogne
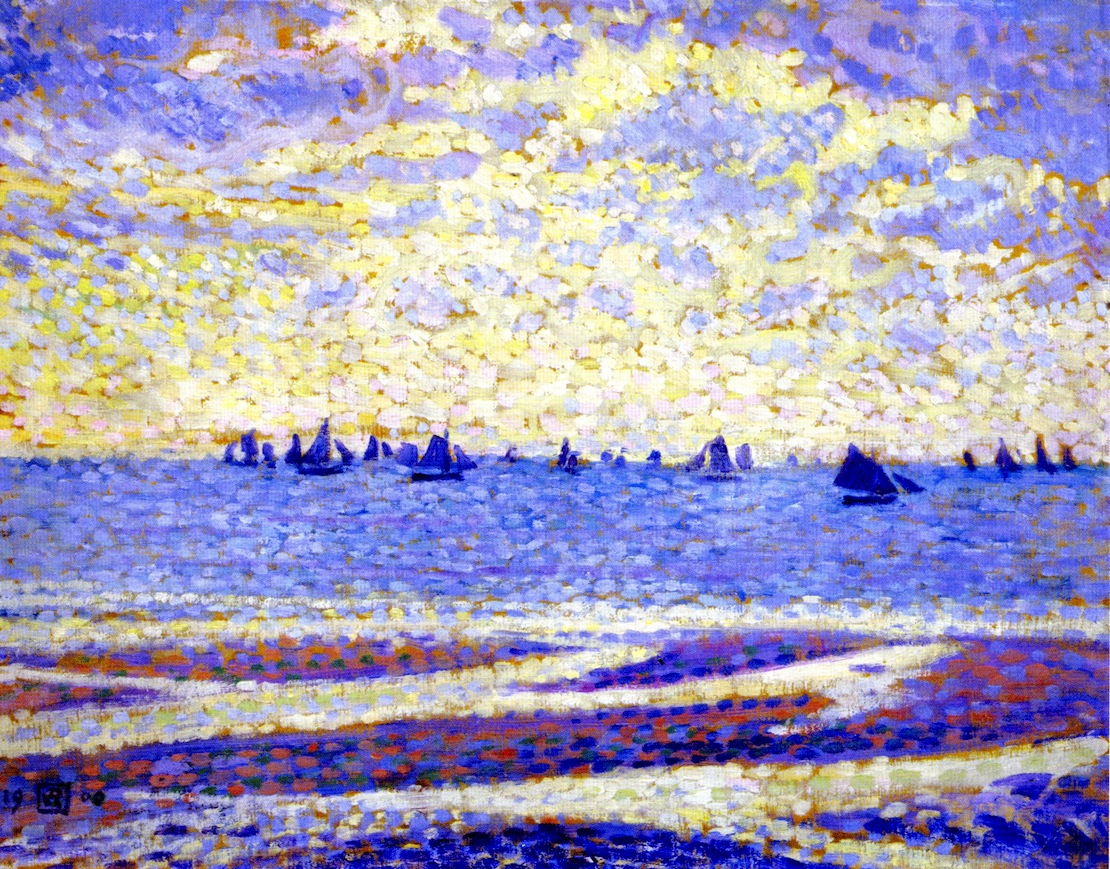
Barche da pesca
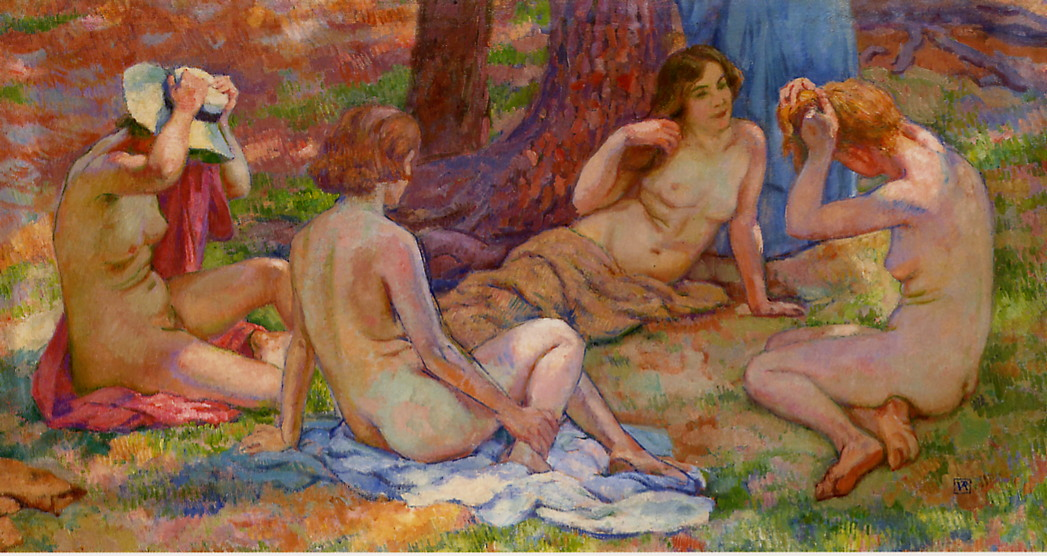
Quattro bagnanti